# USS Cheyenne (SSN-773)
| «Шаєнн»                    | «Шаєнн»                                                            | «Шаєнн»                                                            |
| -------------------------- | ------------------------------------------------------------------ | ------------------------------------------------------------------ |
| USS Cheyenne (SSN-773)     |                                                                    |                                                                    |
|                            |                                                                    |                                                                    |
|                            |                                                                    |                                                                    |
| Спуск на воду              | 16 квітня 1995 року                                                | 16 квітня 1995 року                                                |
| Сучасний статус            | в активній службі                                                  | в активній службі                                                  |
| Проєкт                     |                                                                    |                                                                    |
| Тип ПЧ                     | USS                                                                | USS                                                                |
| Розробник проєкту          | Newport News Shipbuilding, General Dynamics Electric Boat Division | Newport News Shipbuilding, General Dynamics Electric Boat Division |
| Основні характеристики     |                                                                    |                                                                    |
| Швидкість (надводна)       | 25 вузлів                                                          | 25 вузлів                                                          |
| Швидкість (підводна)       | 25 вузлів                                                          | 25 вузлів                                                          |
| Робоча глибина занурення   | від 250 до 280 метрів                                              | від 250 до 280 метрів                                              |
| Гранична глибина занурення | 450 метрів                                                         | 450 метрів                                                         |
| Екіпаж                     | 12 офіцерів, 98 матросів                                           | 12 офіцерів, 98 матросів                                           |
| Розміри                    |                                                                    |                                                                    |
| Довжина найбільша (по КВЛ) | 110,3 метра                                                        | 110,3 метра                                                        |
| Ширина корпусу найб.       | 10 метрів                                                          | 10 метрів                                                          |
| Середня осадка (по КВЛ)    | 9,4 метра                                                          | 9,4 метра                                                          |
| Водотоннажність надводна   | 6096 тонн                                                          | 6096 тонн                                                          |
| Озброєння                  |                                                                    |                                                                    |
| Торпедно- мінне озброєння  | 4 × 21 в (533 мм) торпедні апарати                                 | 4 × 21 в (533 мм) торпедні апарати                                 |
| Ракетне озброєння          | 12 ракет Томагавк вертикального пуску                              | 12 ракет Томагавк вертикального пуску                              |

«Шаєнн» (англ. USS Cheyenne (SSN-773)) — багатоцільовий атомний підводний човен, останній в серії з 62 підводних човнів типу «Лос-Анджелес», побудованих для ВМС США. Він став третім кораблем ВМС США, названим на честь міста Шаєнн, столиці і найбільшого міста штату Вайомінг. Призначений для боротьби з підводними човнами і надводними кораблями противника, а також для ведення розвідувальних дій, спеціальних операцій, перекидання спецпідрозділів, нанесення ударів, мінування, пошуково-рятувальних операцій.

## Історія створення

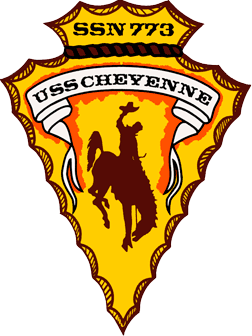

Контракт на будівництво підводного човна був присуджений 28 листопада 1989 року американській корабельні Newport News Shipbuilding, яка розташована в Ньюпорт-Ньюс, штат Вірджинія. Церемонія закладки кіля відбулася 6 липня 1992 року. Спущений на воду 16 квітня 1995 року. Спонсором корабля стала Енн Сімпсон, дружина сенатора штату Вайомінг Алана К. Сімпсона. 13 вересня 1996 року увійшов до складу ВМС США. Церемонія відбулася на військово-морській базі Норфолк, штат Віргінія. У 1998 році портом приписки стала військово-морська база Перл-Гарбор, Гаваї.
USS Cheyenne (SSN-773) став останнім підводним човном типу «Лос-Анджелес», який був побудованим на корабельні Newport News. Після будівництва човна Newport News розпочала підготовку до будівництва підводних човнів типу «Вірджинія».

## Історія служби
23 серпня 2000 року покинув порт приписки Перл-Гарбор для свого першого запланованого розгортання в західній частині Тихого океану, з якого повернувся 23 лютого 2001 року.
29 травня 2001 прибула на військово-морську верф у Перл-Гарбор для проведення чотиримісячного ремонту.
31 липня 2002 року покинув порт приписки з ударною групою авіаносця «Авраам Лінкольн» в цій місії човен взяв участь в операції «Іракська свобода», де був першим військовим кораблем, який запустив ракети «Томагавк» по цілях.

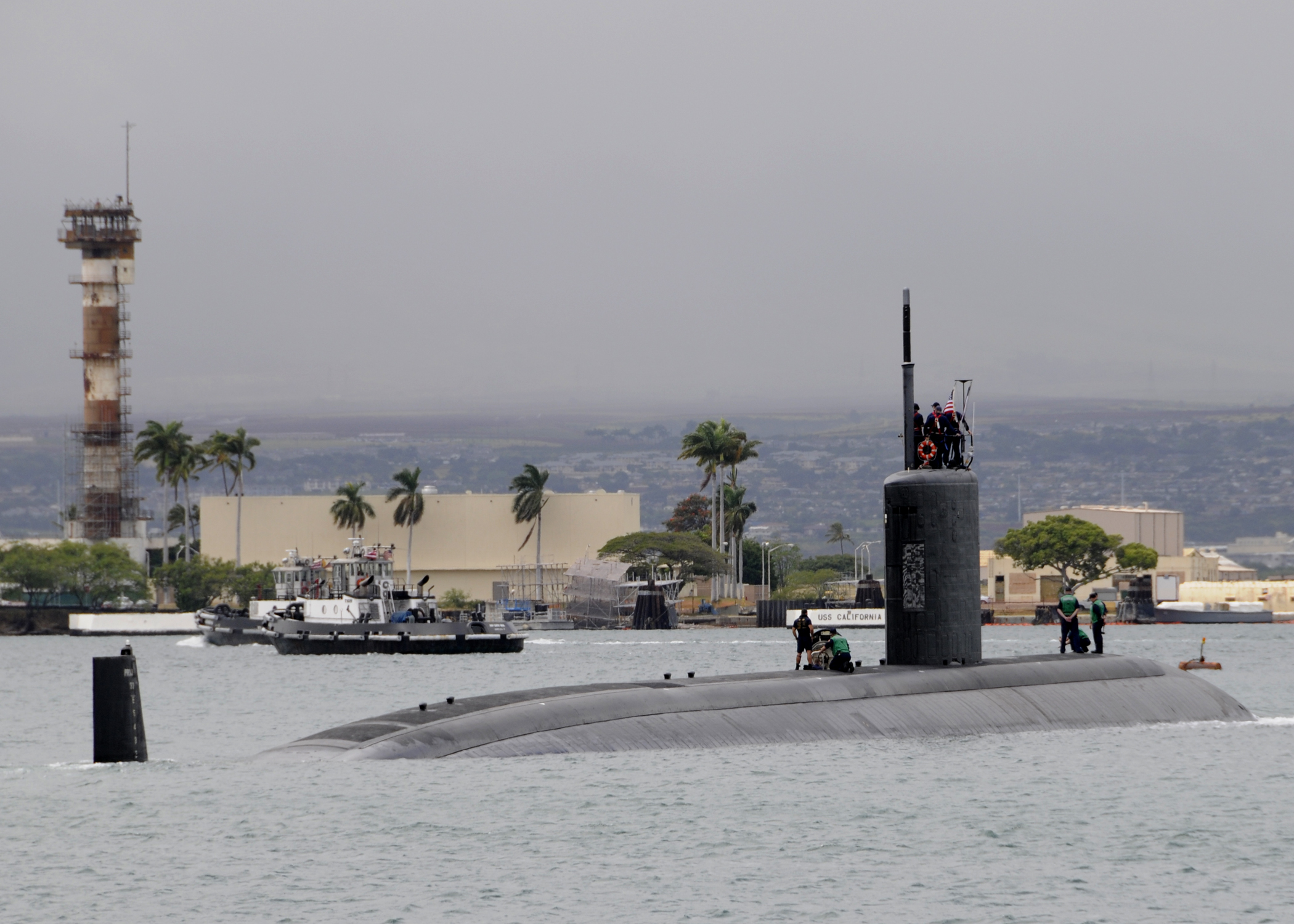

22 липня 2003 прибув у сухий док військово-морської верфі в Перл-Гарбор для тримісячного обмеженого ремонту.
8 жовтня 2004 року покинув порт приписки для розгортання в західній частині Тихого океану.
У період з 25 по 27 березня 2006 року в гавайських водах човен взяв участь у серії навчань проти підводних бойових дій, у яких взяли участь інші атомні підводні човни — «Сівулф», «Грінвілл», «Тусон» та «Пасадена».
21 листопада 2007 року повернувся в порт приписки після завершення шестимісячного розгортання.
21 листопада 2009 завершив 16-місячну модернізацію, яка проводилася на морському суднобудівному заводі в Перл-Гарбор.
1 квітня 2011 року покинув порт приписки для запланованого розгортання в західній частині Тихого океану, з якого повернувся 30 вересня.
13 грудня 2012 року покинув порт приписки для запланованого розгортання в західній частині Тихого океану. 1 лютого 2013 прибув на військово-морську базу США Субік-Бей, Філіппіни. 14 червня повернувся в порт приписки.
8 вересня 2015 року покинув порт приписки для запланованого розгортання в західній частині Тихого океану, з якого повернувся 5 лютого 2016 року.
В липні 2016 року взяв участь в міжнародних навчаннях «RIMPAC 2016».
В лютому 2017 року покинув порт приписки для запланованого розгортання в західній частині Тихого океану. 6 червня прибув в Пусан, Південна Корея.
15 липня 2020 року покинув Перл-Гарбор для запланованого розгортання в Індо-Тихоокеанському регіоні. 30 жовтня прибув в порт Йокосука (Японія).